# Hästbergstjärnen
Hästbergstjärnen är en sjö i Arvidsjaurs kommun i Lappland och ingår i Piteälvens huvudavrinningsområde. Sjön har en area på 0,158 kvadratkilometer och ligger 372,9 meter över havet. Hästbergstjärnen ligger i Piteälven Natura 2000-område.

## Delavrinningsområde
Hästbergstjärnen ingår i det delavrinningsområde (731642-168517) som SMHI kallar för Mynnar i 731817-169011. Medelhöjden är 377 meter över havet och ytan är 2,14 kvadratkilometer. Det finns inga avrinningsområden uppströms utan avrinningsområdet är högsta punkten. Vattendraget som avvattnar avrinningsområdet har biflödesordning 3, vilket innebär att vattnet flödar genom totalt 3 vattendrag innan det når havet efter 112 kilometer. Avrinningsområdet består mestadels av skog (93 procent). Avrinningsområdet har 0,15 kvadratkilometer vattenytor vilket ger det en sjöprocent på 7,2 procent.